# Namea
Namea là một chi nhện trong họ Nemesiidae.
Namea được miêu tả năm 1984 bởi Raven.

## Các loài
Namea có các loài sau:
- Namea brisbanensis Raven, 1984
- Namea bunya Raven, 1984
- Namea calcaria Raven, 1984
- Namea callemonda Raven, 1984
- Namea capricornia Raven, 1984
- Namea cucurbita Raven, 1984
- Namea dahmsi Raven, 1984
- Namea dicalcaria Raven, 1984
- Namea excavans Raven, 1984
- Namea flavomaculata (Rainbow & Pulleine, 1918)
- Namea jimna Raven, 1984
- Namea nebulosa Raven, 1984
- Namea olympus Raven, 1984
- Namea salanitri Raven, 1984
- Namea saundersi Raven, 1984